# جيمس ستيفن سوليفان
جيمس ستيفن سوليفان (بالإنجليزية: James Stephen Sullivan)‏ هو كاهن كاثوليكي أمريكي، ولد في 23 يوليو 1929 في كالامازو في الولايات المتحدة، وتوفي في 12 يونيو 2006 في فارغو في الولايات المتحدة.